# 1070
| [ Edytuj tabelę ]          |                                                             |
| Książę Polski              | - 1058 Bolesław II Szczodry 1076                            |
| Król Angkoru               | - 1066 Harszawarman III 1080                                |
| Król Anglii                | - 1066 Wilhelm Zdobywca 1087                                |
| Król Aragonii i Nawarry    | - 1063 Sancho Ramírez 1094                                  |
| Hrabia Barcelony           | - 1035 Rajmund Berengar I 1076                              |
| Książę Bawarii             | - 1061 Otto II z Northeimu 1070 - 1070 Welf I 1077          |
| Książę Burgundii           | - 1032 Robert I 1076                                        |
| Cesarz Bizancjum           | - 1067 Roman IV Diogenes 1071                               |
| Cesarz Chin                | - 1067 Song Shenzong 1085                                   |
| Książę Czech               | - 1061 Wratysław II 1092                                    |
| Król Danii                 | - 1047 Swen II Estrydsen 1074                               |
| Władca Egiptu              | - 1036 Al-Mustansir 1094                                    |
| Król Francji               | - 1060 Filip I 1108                                         |
| Król Gruzji                | - 1027 Bagrat IV 1072                                       |
| Hrabia Holandii            | - 1061 Dirk V 1091                                          |
| Cesarz Japonii             | - 1068 Go-Sanjō 1072                                        |
| Kalif                      | - 1031 Al-Ka’im 1075                                        |
| Król Kastylii              | - 1065 Sancho II Mocny 1072                                 |
| Wielki książę Kijowa       | - 1069 Izjasław I 1073                                      |
| Patriarcha Konstantynopola | - 1064 Jan VIII Ksifilinos 1075                             |
| Władca Korei               | - 1046 Munjong 1083                                         |
| Władca Maroka              | - 1056 Abu Bakr ibn Umar 1070 - 1070 Jusuf ibn Taszfin 1106 |
| Król Norwegii              | - 1066 Olaf III Pokojowy 1093                               |
| Książę Obodrzyców          | - 1066 Krut 1093                                            |
| Hrabia Palatynatu          | - 1061 Herman II Luksemburski 1085                          |
| Papież                     | - 1061 Aleksander II 1073                                   |
| Hrabia Portugalii          | - 1050 Nuno II 1071                                         |
| Książę Saksonii            | - 1059 Ordulf 1072                                          |
| Sułtan Seldżuków           | - 1063 Alp Arslan bin Chaghri 1072                          |
| Król Szkocji               | - 1058 Malcolm III 1093                                     |
| Król Szwecji               | - 1067 Halsten 1070 - 1070 Hakan Ryży i Inge I Starszy 1080 |
| Doża Wenecji               | - 1043 Domenico Contarini 1071                              |
| Król Węgier                | - 1063 Salomon 1074                                         |

Rok 1070 / MLXX
stulecia: X wiek ~
XI wiek ~
XII wiek

lata: 1060 «
1065 «
1066 «
1067 «
1068 «
1069 «
1070
» 1071
» 1072
» 1073
» 1074
» 1075
» 1080

## Wydarzenia na świecie
- Europa
  - założenie Bergen (data przybliżona)
  - utworzenie rycerskiego zakonu joannitów
  - Połowcy zajęli Mołdawię (data sporna lub przybliżona)
  - niemiecki kronikarz Adam z Bremy spisał relację o odkryciu Winlandii

## Zmarli
- 6 marca – Ulryk I, margrabia Istrii i Karnioli
- 14 kwietnia – Gerard, książę Górnej Lotaryngii (ur. ok. 1030)
- 17 lipca – Badlwin VI, hrabia Flandrii (ur. ok. 1030)
- Ancharos, drugi opat tyniecki